# كفر سجنة
كفر سجنة مدينة سورية  في منطقة معرة النعمان في محافظة إدلب. بلغ عدد سكانها 15000 نسمة في عام 2004 حسب إحصاء المكتب المركزي للإحصاء.. تقع على بعد حوالي 15 كم إلى الجنوب الغربي من مدينة معرة النعمان غرب الطريق الرئيسية بين حماة وحلب.
كلمة كفرسجنة تعود إلى اللغة السريانية وهي مكونة من كلمتين كفر ومعناها مزرعة وسجنة ومعناها خير فيكون اسمها بالعربية مزعة الخير.

## الزراعة
تعد التربة في كفر سجنة من التربة الحمراء الصالحة للزراعة ولكن عدد الآبار الإرتوازية فيها قليل نسبيا بالمقارنة مع باقي القرى مثل الهبيط.
أهم المزروعات في كفر سجنة الزيتون والتين والعنب والحبوب بمختلف أنواعها من القمح و الشعير و الكمون و السمسم، كما يزرع السماق و كما يزرع فيها ما يسمى المقاتي مثل الخيار والبندورة والبطيخ.

## الجغرافيا
يقسم أهالي كفر سجنة قريتهم إلى حارتين:
- الحارة الشرقية: وهي الجزء الواقع أعلى القرية كما أنها تعد واجهة القرية حيث أن جميع الخدمات توجد فيها مثل مبنى البلدية والمستوصف الصحي. ابتعد أهل هذه الحارة عن الزراعة مقارنة بالقسم الآخر من القرية.
- الحارة الغربية: وهي الحارة المتمسكة بالصفات الفلاحية حيث ترى الناس متجيهن إلى الأرض. تعد الحارة المنخفضة بالنسبة لوجودها عند سفح الجبل الذي تقع فوقه الحارة الشرقية.

## التاريخ

### الثورة السورية
قامت كفر سجنة بالإلتحاق بركب الثورة السورية مثلها مثل باقي المدن والقرى السورية قامت لتشييع الشهيد موفق الصبيح الذي استشهد في مظاهرة بمعرة النعمان في يوم الجمعة الموافق 10 يونيو (حزيران) عام 2011. وبدأ شباب كفر سجنة بالإنشقاق واحد تلو الآخر حيث كان أولهم عمار غسان الخطيب، والذي انشق في دير الزور وقدم بعدها إلى كفرسجنة وكان بعده مصعب الحلاق الذي انشق في درعا والتحق وقتها بكتيبة الشهيد أحمد الخلف وعند انشقاق أول ضابط برتبة عليا ثم التحاقه بالجيش الحر قام أبناء كفر سجنة بالإنشاق ولم يبقَ سوى 2 بالمئة منهم في صفوف النظام وتم إعلان تشكيل كتيبة عمار بن ياسر في يوم 28\2\2012 بقيادة المقدم عبد القادر قسوم وتوالت الانشقاقات وبدأ عدد الكتائب والألوية بازدياد حيث أن كفر سجنة تحوي على أكثر من 10 كتائب و 3 ألوية تابعة للجيش السوري الحر ومن أشهر المعارك التي شارك فيها أبناء كفرسجنة المنشقين معركة تحرير صلاح الدين بحلب في في الشهر الثالث من عام 2013 وبعدها حصار وادي الضيف الذي بدأ منذ أواخر عام 2012 ومعارك تحرير حماة ومعارك أخرى.[بحاجة لمصدر]
في يوم الخميس 27 نوفمبر (تشرين الثاني) عام 2014، سيطرت جبهة النصرة على القرية بعد اشتباكات مع كتائب من الجيش الحر.

## العادات
من العادات المنتشرة في البلدة خلال في الأعياد أن يسير شباب ورجال ويتقدمهم وجهاء الطائفة ويمرون بجميع بيوت أهل الطائفة بيتًا بيتًا، وتقدم الضيافات في جميع المنازل حيث يجب أن تكون القهوة المرة، ويأتي بعدها أصناف من الحلويات والبسكويت والشكولاتة كما أنه تقدم في أغلب البيوت الكبة والمهلبية والهيطلية.